# Suhorje
Suhorje je naselje v Občini Pivka.
V Suhorjah od junija 2021 stoji spomenik izvidniškemu pilotu RAF, Edmundu Ramsbothamu - Teddyju, ki je tu strmoglavil 29. aprila 1945 na rutinskem poletu od Novokračin do Trsta in med zasilnim pristankom zaradi puščanja glikola umrl. Spomenik je v obliki repnega stabilizatorja, gladko brušena stran predstavlja zasnovo Spitfira, druga, groba stran pa predstavlja okupatorja. Na povabilo Parka vojaške zgodovine Pivke,  ga je zasnoval akademski kipar Jurij Smole.